# Motore Poissy Type 6Y
Il motore Poissy Type 6Y è un motore a scoppio prodotto dal 1975 al 1985 dalla Casa automobilistica francese SIMCA.

## Caratteristiche
Si tratta di un motore derivato direttamente dal 1.3 Type 366, sempre di fabbricazione Simca (anche se oramai da anni il marchio di Poissy orbitava intorno alla Chrysler). Dell'unità motrice originaria venne conservato il diametro dei cilindri, pari a 76.7 mm, modificando bielle ed albero motore, quest'ultimo con due contrappesi per manovella anziché uno solo come nelle versioni di cilindrata più piccola, cosicché la corsa dei pistoni passò da 70 a 78 mm, per una cilindrata complessiva di 1442 cm³.

Per il resto, le caratteristiche del motore 6Y riprendevano quanto già proposto nei precedenti motori di cilindrata inferiore. In generale, le caratteristiche del motore 6Y furono le seguenti:
- architettura a 4 cilindri in linea;
- basamento e monoblocco in ghisa;
- testata in lega leggera;
- alesaggio e corsa: 76.7x78 mm;
- cilindrata: 1442 cm³;
- testata a due valvole per cilindro;
- distribuzione ad un asse a camme laterale con valvole in testa;
- alimentazione a carburatore;
- albero a gomiti su 5 supporti di banco.

Questo motore fu prodotto in più varianti, a seconda del numero di carburatori e della loro tipologia. Con una sola eccezione, quasi tutti i motori 6Y furono caratterizzati dal rapporto di compressione pari a 9.5:1.

### Varianti ad un carburatore monocorpo
La variante a carburatore monocorpo, siglata 6Y1, fu proposta in due livelli di potenza. Il primo era caratterizzato da una potenza massima di 65 CV a 5200 giri/min e da una coppia massima di 121 Nm a 2400 giri/min, mentre il secondo fu caratterizzato da una potenza massima leggermente superiore e pari a 69 CV a 5200 giri/min e da 115 Nm di coppia massima sempre a 3000 giri/min.

### Varianti ad un carburatore doppio corpo
La prima delle due varianti a carburatore singolo, denominata 6Y2, è stata a sua volta proposta in tre livelli di potenza, peraltro vicinissimi tra loro. In un caso, la potenza massima fu di 84 CV a 5600 giri/min, con coppia massima di 120 Nm a 3000 giri/min; nel secondo caso, invece, la potenza massima e la coppia massima salirono in maniera leggerissima, rispettivamente a 85 CV a 5600 giri/min e a 125 Nm a 3000 giri/min.

La seconda delle due varianti a carburatore singolo fu introdotta nel 1977 e fu l'unico motore della famiglia ad essere caratterizzato dal rapporto di compressione ridotto da 9.5:1 ad 8.8:1. In questo modo si ebbe un decremento di potenza, la quale scese ad 80 CV a 5600 giri/min, con coppia massima di 118 Nm a 3000 giri/min.

### Variante a due carburatori
L'ultima delle tre varianti, ed anche la più prestante, fu siglata 6Y4 e venne introdotta nel 1975 assieme alla variante da 85 CV. Si distinse per la presenza di due carburatori doppio corpo Weber 36 DCNF 51-52. Con un rapporto di compressione sempre pari a 9.5:1, la potenza massima crebbe fino a 90 CV a 5800 giri/min, mentre la coppia massima salì a 122 Nm a 3000 giri/min.

## Riepilogo caratteristiche ed applicazioni
Di seguito vengono riepilogate le caratteristiche e le applicazioni delle tre varianti del motore 6Y:
| Variante | Rapporto di compressione | Alimentazione                | Potenza CV/rpm | Coppia Nm/rpm | Applicazioni           | Anni di produzione |
| -------- | ------------------------ | ---------------------------- | -------------- | ------------- | ---------------------- | ------------------ |
| 6Y1      | 9.5                      | Un carburatore monocorpo     | 65/5200        | 121/3000      | Talbot Horizon EX      | 1980-81            |
| 6Y1      | 9.5                      | Un carburatore monocorpo     | 69/5200        | 114/3000      | Chrysler Horizon GLS   | 1978-80            |
| 6Y1      | 9.5                      | Un carburatore monocorpo     | 69/5200        | 114/3000      | Talbot Horizon GLS     | 1980-81            |
| 6Y1      | 9.5                      | Un carburatore monocorpo     | 69/5200        | 114/3000      | Talbot 1510 LS         | 1981-82            |
| 6Y1      | 9.5                      | Un carburatore monocorpo     | 69/5200        | 114/3000      | Talbot Solara LS       | 1980-82            |
| 6Y2      | 9.5                      | Un carburatore doppio corpo  | 84/6000        | 120/3000      | Matra-Simca Bagheera   | 1979-80            |
| 6Y2      | 9.5                      | Un carburatore doppio corpo  | 85/5600        | 125/3000      | Simca 1308 GT          | 1975-78            |
| 6Y2      | 9.5                      | Un carburatore doppio corpo  | 85/5600        | 125/3000      | Talbot 1510 GL/GLS     | 1979-85            |
| 6Y2      | 9.5                      | Un carburatore doppio corpo  | 85/5600        | 125/3000      | Talbot Solara GL       | 1980-84            |
| 6Y2      | 8.8                      | Un carburatore doppio corpo  | 80/5600        | 118/3000      | Matra-Simca Rancho     | 1977-85            |
| 6Y4      | 9.5                      | Due carburatori doppio corpo | 90/5800        | 122/3000      | Matra-Simca Bagheera S | 1975-80            |